# 함대정
함대정(咸大正, 1920년 ~ 1959년)은 대한민국의 서양화 화가이다.
해방후 북한에 체재 중 한국전쟁과 함께 월남하였다. 1951년 부산 국제구락부에서 열린 월남작가전(越南作家展)에 참가했다. 1957년 프랑스 파리로 건너가 수학(修學)했고, 1959년 귀국하여 한국에서 체불작품전(滯佛作品展)을 열었다. 동년 뇌일혈로 졸도, 사망했다.
그는 빈곤과 불우한 환경 속에서 온갖 고초와 시련을 겪은 그는 착잡한 시대 사조에 자신을 과감히 투입시키는 작가의식을 지닌 화가, 짧은 기간의 작품전시를 통하여 과도하게 자기를 발산한 화가로 평가된다. 그의 작품에서는 자연형태의 입체적 해체를 통한 추상형태의 인출, 역학적인 구성의 추상양식을 보이는데 이 땅의 흙과 더불어 산다는 체념과 애정의 토착성을 곁들이고 있다. 대표작으로 〈뒷거리〉,〈군조(群鳥)〉, 〈익사자〉 등이 있다.